# 片岡良一
片岡 良一（かたおか よしかず、1897年1月5日 - 1957年3月25日）は、日本の日本文学者。日本の近代文学をアカデミズムで論じた初期の人物である。法政大学教授・北京師範大学教授を歴任。

## 略歴
神奈川県藤沢町生まれ。1925年、東京帝国大学文学部国文学科を卒業し、旧制姫路高等学校の教員となる。1926年刊行の『井原西鶴』で注目され、1929年『現代文学諸相の概観』で近代文学を論じて自我史観を示し、近代文学研究の基礎を据えたとされる。1930年、旧制府立高等学校の教員となる。府立高校時代の教え子に小田切秀雄がいる。小田切に自宅を会合の場として提供したとして辞職。1934年法政大学教授、1941年北京師範大学教授、1946年に再び法政大学教授となる。著作集全11巻がある。1957年3月25日死去。
子の片岡懋（つとむ、1922年ー2001年）も日本近代文学者、駒澤大学教授。孫の片岡哲（1948年-　）も明治文学研究者、東京工業大学教授。

## 研究・評価
明治時代までの日本の近代文学史研究は、現役の文芸評論家や作家による現代文芸評論に近い性質のものであり、専門研究者による実証主義的な文学史研究は大正時代末ごろから始まったばかりであった。
片岡は、大正年間までに培われた実証的な成果に基づき、代表的な近代文学者やその作品、流派や思潮について専門的な研究を行った。1929年4月、『国語と国文学』に 「現代文学諸相の概観」を発表。同誌は東大国文科研究室が編集しており、片岡の研究は同号の「現代文学考察」特集とともに、東大系国文学で学術的な近代文学研究が行われる端緒となった。小田切秀雄は片岡・湯地孝（同特集号に「現代文学序説」が掲載）の発表以降、近代文学史研究は新たな段階に入ったと評価している。その他、片岡と同時期の研究者としては塩田良平などが知られている。
片岡の文学史叙述は近代的自我を重視したものであり、その後の日本近代文学研究の源流の一つとみなされている。

## 著書
- 『井原西鶴』至文堂（国文学研究叢書）1926
- 『現代作家論叢』三笠書房 1934
- 『西鶴研究』山口剛共著 新潮文庫 1936
- 『近代日本の作家と作品』岩波書店 1934
- 『近世前期の文学』日本放送出版協会（ラヂオ新書）1940
- 『西鶴論稿』万里閣 1940
- 『近代日本文学の展望』中央公論社 1941
- 『現代文学の基準』大地書房 1948
- 『近代作家論叢 新現実派の人々』思索社 1949
- 『有島武郎と夏目漱石』学友社 1949
- 『近代日本文学教室』ジープ社 1950
- 『近代派文学の輪廓』白楊社 1950
- 『上方の町人文学』日本放送出版協会（ラジオ新書）1950
- 『近代文学の読み方』毎日新聞社（毎日少年ライブラリー）1952
- 『近代日本文学手帖』創芸社 1953
- 『夏目漱石の作品』厚文社 1955
- 『近代日本の小説』法政大学出版局（教養新書）1956
- 『自然主義研究』筑摩書房 1957
- 『日本浪漫主義文学研究』法政大学出版局 1958
- 『片岡良一著作集』全11巻 中央公論社 1979－80

### 校訂
- 『西鶴置土産』岩波文庫 1937
- 『西鶴文反古』岩波文庫 1940